# Thorney (Nottinghamshire)
Thorney – wieś i civil parish w Anglii, w Nottinghamshire, w dystrykcie Newark and Sherwood. W 2011 civil parish liczyła 248 mieszkańców. Thorney jest wspomniana w Domesday Book (1086) jako Torneshaie.